# 小行星5884
小行星5884（5884 Dolezal）是一颗绕太阳运转的小行星，为主小行星带小行星。该小行星于1960年9月24日发现。

## 轨道参数
小行星5884的轨道半长轴为2.7692649 UA，离心率为0.199。